# Vila Košťálová
Vila Košťálová nebo také Brixův dům je historická budova nacházející se v bratislavské městské části Devínska Nová Ves na Novoveské ulici 17 v památkové zóně Devínské Nové Vsi. Poté, co budovu získala městská část odkoupením od soukromých majitelů, byla budova v roce 1998 prohlášena za kulturní památku. 
V současnosti je budova sídlem starosty městské části Devínska Nová Ves, matriky a nachází se zde i oddací síň.

## Dějiny výstavby
Budovu postavil na konci 19. století Jozef Zavadil, rakouský ministr pošt, který byl náruživý sběratel zkamenělin a archeologických předmětů a objevitel největšího slovansko-avarského pohřebiště ve střední Evropě. V letech 1999 až 2001 proběhla celková rekonstrukce budovy. 